# Cameron Diaz
Cameron Michelle Diaz, ameriška filmska in televizijska igralka ter nekdanji fotomodel, * 30. avgust 1972, San Diego, Kalifornija, Združene države Amerike.
Zaslovela je v devetdesetih z vlogami v filmih, kot so Maska, Moj bivši se poroči in Nori na Mary. Poleg tega je zaigrala tudi v filmskih serijah Charliejevi angelčki in Shrek, kjer je glas posodila princesi Fioni ter v filmih Počitnice (2006), Kot noč in dan (2010), Zeleni sršen (2011), Huda učiteljica (2011) in Kaj pričakovati, ko pričakuješ? (2012). Za svoje nastope v filmih Nori na Mary, Biti John Malkovich, Vanilla Sky in Tolpe New Yorka je bila nominirana za štiri zlate globuse.

## Zgodnje življenje
Cameron Michelle Diaz se je rodila v San Diegu, Kalifornija, Združene države Amerike. Njena mama, Billie Joann (rojena Early), je agentka za uvažanje in izvažanje raznih izdelkov, njen oče, Emilio Luis Diaz (1949–2008), pa je več kot dvajset let delal za kalifornijsko naftno podjetje UNOCAL. Diazova ima starejšo sestro, Chimene. Družina njegovega očeta je prihajala s Kube (po očetovi strani ima španske korenine) in preden so se preselili v Kalifornijo, kjer se je rodil njen oče, so živeli v Ybor Cityju, Tampa. Njena mama ima staroselske, nemške in angleške korenine. Diazovo so vzgojili v Long Beachu, Kalifornija, kjer je obiskovala politehnično srednjo šolo Long Beach. Srednjo šolo je poleg nje obiskoval tudi Snoop Dogg, za katerega pravi, da je od njega »kupovala marihuano.«

## Kariera

### Manekenstvo
Pri šestnajstih je Cameron Diaz pričela delati kot fotomodel in podpisala pogodbo z modno agencijo Elite Model Management. Naslednjih nekaj let je v sklopu pogodbe delala povsod po svetu za različna podjetja, kot sta Calvin Klein in Levi's. Pri sedemnajstih se je leta 1990 pojavila na julijski naslovnici revije Seventeen.

### Igranje
Pri devetnajstih je Cameron Diaz leta 1992 zaigrala v kriminalnem filmu She's No Angel. Pri enaindvajsetih je zaradi priporočila agencije Elite, ki so ji producenti filma na nekem sestanku povedali, da iščejo glavno žensko igralko, odšla na avdicijo za vlogo v filmu Maska. Ker ni imela nobenih igralskih izkušenj, je takoj potem, ko so ji sporočili, da je vlogo dobila, pričela obiskovati učne ure igranja. Film Maska, ki je izšel leta 1994, je postal eden od desetih najbolje prodajanih filmov tistega leta, Diazova, ki je v njem zaigrala poleg Jima Carreyja pa je s filmom po svetu zaslovela kot seks simbol.
Ker se je želela uveljaviti v filmski industriji, se je Diazova v naslednjih treh letih izogibala večjih filmskih projektov in zaigrala v neodvisnih filmih Zadnja večerja (1995), Okus po Minnesoti (1996), Ona je prava (1996) in Glava nad vodo (1996). Dobila je tudi vlogo v filmu Smrtonosni spopad (1995), v katerem pa ni mogla zaigrati, saj si je med treningom za vlogo pred snemanjem zlomila roko; zamenjala jo je Bridgette Wilson-Sampras. V tem času je pritegnila kar nekaj pozornosti tabloidov, saj je pričela z razmerjem z igralcem Mattom Dillonom, s katerim je hodila med letoma 1995 in 1998.
Nato je ponovno pričela igrati v komercialno uspešnejših filmih, kot sta Moj bivši se poroči in Odštekano življenje; oba sta izšla leta 1997. Naslednjega leta je poleg Bena Stillerja in svojega takratnega fanta Matta Dillona zaigrala glavno vlogo v uspešnici Nori na Mary, za katero je bila nominirana za zlati globus v kategoriji za »najboljšo igralko – muzikal ali komedija«. Z nastopom v filmu Biti John Malkovich je požela tudi veliko hvale s strani kritikov in si z njim prislužila nominacijo za nagrade zlati globus, BAFTA in Screen Actors Guild za najboljšo stransko igralko. Med letoma 1998 in 2000 je zaigrala v veliko različnih filmih, kot so Things You Can Tell Just by Looking at Her (1999), Totalni pokvarjenci (1999) in Za vsako ceno (2000). Leta 2000 je zaigrala v akcijski komediji Charliejevi angelčki, leta 2003 pa še v nadaljevanju filma, Charliejevi angelčki: S polno brzino. Leta 2001 je bila nominirana za nagrade zlati globus, Critics' Choice, Screen Actors Guild in American Film Institute v kategoriji za »najboljšo stransko igralko« za njen nastop v filmu Vanilla Sky, glas pa je posodila tudi princesi Fioni v filmu Shrek.
Leta 2002 je zaigrala v romantični komediji To sladko bitje Nancy Pimental s Christino Applegate ter v zgodovinsko-dramski kriminalki Tolpe New Yorka Martina Scorsesea z Leonardom DiCapriom, Jimom Broadbentom in Danielom Dayjem-Lewisom. Naslednjega leta je bila ponovno nominirana za zlati globus za njen nastop v filmu Tolpe New Yorka, s filmom Charliejevi angelčki: S polno brzino pa je postala tretja igralka (po svoji soigralki iz filma Moj bivši se poroči, Juliji Roberts), ki so ji za film plačali 20 milijonov $. Njena naslednja filma sta bila V njenih čevljih (2005) z Umo Thurman in Počitnice (2006) s Kate Winslet, Jackom Blackom in Judeom Lawom. Pripravljala se je tudi na vlogo v filmu Norčije z Dickom in Jane, v katerem bi ponovno zaigrala poleg svojega soigralca iz filma Maska, Jima Carreyja, vendar se je nazadnje odločila, da se v filmu ne bo pojavila, saj je raje zaigrala v filmu V njenih čevljih; zamenjala jo je Téa Leoni. Film V njenih čevljih, upodobitev istoimenskega romana Jennifer Weiner, je požel veliko hvale s strani kritikov in komercialnega uspeha; v prvem tednu od izida je postal tretji najbolje prodajani film tistega tedna. Tudi film Počitnice je bil komercialno dokaj uspešen, saj naj bi z njim po svetu zaslužili kar 200 milijonov $, a kritiki so mu dodelili slabše ocene. Junija 2008 so poročali, da naj bi Diazova samo s filmom Dokler naju jackpot ne loči, kjer je zaigrala poleg Ashtona Kutcherja, in nadaljevanjema filma Shrek (Shrek 2 in Shrek Tretji) zaslužila 50 milijonov $. Leta 2009 je zaigrala v filmski upodobitvi romana Iz tvojega življenja (Jodi Picoult) poleg Aleca Baldwina, Abigail Breslin in Sofie Vassilieve ter v psihološkem trilerju Škatla poleg Jamesa Marsdna.
Leta 2010 je revija Forbes Cameron Diaz označila za najbogatejšo slavno žensko latinskoameriških korenin, na njihovem seznamu 100 najbogatejših slavnih osebnosti pa se je uvrstila na šestdeseto mesto. Istega leta je ponovno posodila glas princesi Fioni, in sicer v filmu Shrek za vedno ter ponovno zaigrala poleg svojega soigralca iz filma Vanilla Sky, Toma Cruisea, v akcijskem filmu Kot noč in dan. Istega leta je zaigrala novinarko Lenore Case v priredbi filma Zeleni sršen iz leta 1940 ter glavno vlogo v komediji Huda učiteljica. Revija CEOWORLD jo je uvrstila na svoj seznam najbolj izvedenih žensk v zabavni industriji. Leta 2012 je zaigrala v komični kriminalki Nateg in pol ob Colinu Firthu in Stanleyju Tucciju ter v filmu Kaj pričakovati, ko pričakuješ? ob Jennifer Lopez, Matthewu Morrisonu, Dennisu Quaidu, Elizabeth Banks, Anni Kendrick in Chrisu Rocku.
Cameron Diaz bo zaigrala gospodično Hannigan v filmski upodobitvi gledališkega muzikala Annie poleg Quvenzhané Wallis in Jamieja Foxxa. Vlogo so pred tem nameravali dodeliti Sandri Bullock, ki pa jo je zavrnila. Film bo izšel leta 2014. Zaigrala bo tudi v filmu The Other Woman poleg Leslie Mann in Nikolaja Costra-Waldauja, ki bo ravno tako izšel leta 2014.

## Zasebno življenje
Cameron Diaz je dobila tožbo zaradi opravljanja proti ameriški reviji The National Enquirer, ki je sprožila govorice, da je varala Justina Timberlakea. Med predsedniškimi volitvami leta 2000 je sodelovala pri kampanji Ala Gorea; med promoviranjem svojega takrat izdanega filma Charliejevi angelčki je večkrat nosila majico z napisom »Ne bom volila Bushovega sina!«. Večkrat je sodelovala tudi z organizacijo Iraški in afganistanški veterani Amerike (IAVA), prvo in največjo neprofitno organizacijo; največkrat je v sklopu njenega sodelovanja z organizacijo zagovarjala vojaške družine. Čeprav je leta 1997 revija Time napisala, da je v intervjuju z njihovim novinarjem izjavila, da ima fobijo pred bacili, je Diazova 29. junija 2009 to zanikala v intervjuju v oddaji Real Time with Bill Maher; dejala je, da so pretiravali glede njenega komentarja izpred dvanajstih let o kljukah na javnih straniščih. 15. aprila 2008 je njen oče, Emilio Diaz, umrl zaradi pljučnice.

### Razmerja
Med letom 1990 in decembrom 1994 je Cameron Diaz živela s producentom videospotov Carlosom de la Torreom. Leta 1995 je med snemanjem filma Okus po Minnesoti pričela hoditi z igralcem Vincentom D'Onofriom. Kasneje tistega leta je pričela hoditi z igralcem Mattom Dillonom. To razmerje se je končalo decembra 1998. Leta 1999 je začela z razmerjem z igralcem in članom skupine 30 Seconds To Mars Jaredom Letom; par se je leta 2000 zaročil. Leta 2003 je Diazova končala njuno štiriletno razmerje. Med letoma 2003 in 2006 je hodila s pevcem Justinom Timberlakeom. Oktobra 2004 sta bila vpletena v prepir s fotografom nekega tabloida pred njunim hotelom. Ko sta ju fotograf in še nek drug moški poskušala fotografirati, je par pograbil njun fotoaparat. Fotografije incidenta so se pojavile v časopisu Us Weekly. Predstavniki para so trdili, da sta samo odigrala nek prizor na snemanju filma. Od julija 2010 do septembra 2011 je hodila z igralcem bejzbolskega moštva New York Yankees, Alexom Rodriguezom.

## Filmografija

### Filmi
| Leto | Naslov                                                                    | Vloga               | Opombe     |
| ---- | ------------------------------------------------------------------------- | ------------------- | ---------- |
| 1994 | Maska                                                                     | Tina Carlyle        |            |
| 1995 | Zadnja večerja                                                            | Jude                |            |
| 1996 | Ona je prava                                                              | Heather Davis       |            |
| 1996 | Okus po Minnesoti                                                         | Freddie Clayton     |            |
| 1996 | Glava nad vodo                                                            | Nathalie            |            |
| 1996 | Keys to Tulsa                                                             | Trudy               |            |
| 1997 | Moj bivši se poroči                                                       | Kimmy Wallace       |            |
| 1997 | Odštekano življenje                                                       | Celine Naville      |            |
| 1998 | Strah in groza v Las Vegasu                                               | TV poročevalka      |            |
| 1998 | Nori na Mary                                                              | Mary Jensen         |            |
| 1998 | Totalni pokvarjenci                                                       | Laura Garrety       |            |
| 1999 | Man Woman Film                                                            | Celebrity           |            |
| 1999 | Biti John Malkovich                                                       | Lotte Schwartz      |            |
| 1999 | Things You Can Tell Just by Looking at Her                                | Carol Faber         |            |
| 1999 | Nevidni cirkus                                                            | Faith               |            |
| 1999 | Za vsako ceno                                                             | Christina Pagniacci |            |
| 2000 | Charlie's Angels                                                          | Natalie Cook        |            |
| 2001 | Shrek                                                                     | Princesa            | Glas       |
| 2001 | Vanilla Sky                                                               | Julie Gianni        |            |
| 2002 | To sladko bitje                                                           | Christina Walters   |            |
| 2002 | Tolpe New Yorka                                                           | Jenny Everdeane     |            |
| 2003 | Charliejevi angelčki: S polno brzino                                      | Natalie Cook        |            |
| 2004 | Shrek 2                                                                   | Princesa Fiona      | Glas       |
| 2005 | V njenih čevljih                                                          | Maggie Feller       |            |
| 2006 | Počitnice                                                                 | Amanda Woods        |            |
| 2007 | Shrek Tretji                                                              | Princesa Fiona      | Glas       |
| 2007 | Shrek the Halls                                                           | Princesa Fiona      | Glas       |
| 2008 | Dokler naju jackpot ne loči                                               | Joy McNally         |            |
| 2009 | Iz tvojega življenja                                                      | Sara Fitzgerald     |            |
| 2009 | Škatla                                                                    | Norma Lewis         |            |
| 2010 | Shrek za vedno                                                            | Princesa Fiona      | Glas       |
| 2010 | Scared Shrekless                                                          | Princesa Fiona      | Glas       |
| 2010 | Kot noč in dan                                                            | June Havens         |            |
| 2011 | Zeleni sršen                                                              | Lenore Case         |            |
| 2011 | Huda učiteljica                                                           | Elizabeth Halsey    |            |
| 2012 | Kaj pričakovati, ko pričakuješ?                                           | Jules               |            |
| 2012 | Nateg in pol                                                              | PJ Puznowski        |            |
| 2012 | A Liar's Autobiography: The Untrue Story of Monty Python's Graham Chapman | Sigmund Freud       |            |
| 2013 | The Counselor                                                             | Malkina             |            |
| 2014 | The Other Woman                                                           | Neznano             | V snemanju |
| 2014 | Annie                                                                     | Gospodična Hannigan |            |

### Televizija
| Leto      | Naslov              | Vloga        | Opombe                            |
| --------- | ------------------- | ------------ | --------------------------------- |
| 2005      | Trippin'            | Ona          | Dokumentarni film                 |
| 2008–2009 | Saturday Night Live | Kiki Deamore | 3 epizod                          |
| 2009      | Sezamova ulica      | Ona          |                                   |
| 2010      | Top Gear            | Ona          | »Star in a Reasonably-Priced Car« |
| 2011      | The X Factor        | Ona          | Sodnica                           |

## Nagrade in nominacije
| Leto | Nagrada                                           | Kategorija                                       | Delo                                 | Rezultat     |
| ---- | ------------------------------------------------- | ------------------------------------------------ | ------------------------------------ | ------------ |
| 1997 | ALMA Awards                                       | Izstopajoča stranska igralka v filmu             | Moj bivši se poroči                  | Osvojil/aa   |
| 1997 | Blockbuster Awards                                | Najljubša stranska igralka - Komedija            | Moj bivši se poroči                  | Osvojil/aa   |
| 1997 | Satellite Awards                                  | Najboljša stranska igralka - Film                | Moj bivši se poroči                  | nominiran/aa |
| 1998 | ALMA Awards                                       | Izstopajoča stranska igralka v filmu             | Nori na Mary                         | nominiran/aa |
| 1998 | American Comedy Awards                            | Najzabavnejša glavna igralka v filmu             | Nori na Mary                         | Osvojil/aa   |
| 1998 | Blockbuster Awards                                | Najljubša igralka - Komedija                     | Nori na Mary                         | Osvojil/aa   |
| 1998 | Zlati globus                                      | Najboljša igralka - Filmski muzikal ali komedija | Nori na Mary                         | nominiran/aa |
| 1998 | New York Film Critics Circle Awards               | Najboljša igralka                                | Nori na Mary                         | Osvojil/aa   |
| 1999 | American Comedy Awards                            | Najzabavnejša stranska igralka v filmu           | Biti John Malkovich                  | nominiran/aa |
| 1999 | BAFTA                                             | Najboljša igralka v stranski vlogi               | Biti John Malkovich                  | nominiran/aa |
| 1999 | Chlotrudis Awards                                 | Najboljša stranska igralka                       | Biti John Malkovich                  | nominiran/aa |
| 1999 | Zlati globus                                      | Najboljša stranska igralka - Film                | Biti John Malkovich                  | nominiran/aa |
| 1999 | Las Vegas Film Critics Society Awards             | Najboljša stranska igralka                       | Biti John Malkovich                  | nominiran/aa |
| 1999 | Online Film Critics Society Awards                | Najboljša stranska igralka                       | Biti John Malkovich                  | nominiran/aa |
| 1999 | Online Film Critics Society Awards                | Najboljša igralska zasedba                       | Biti John Malkovich                  | nominiran/aa |
| 1999 | Satellite Awards                                  | Najboljša stranska igralka - Film                | Biti John Malkovich                  | nominiran/aa |
| 1999 | Screen Actors Guild Awards                        | Izstopajoči nastop igralke v stranski vlogi      | Biti John Malkovich                  | nominiran/aa |
| 1999 | Screen Actors Guild Awards                        | Izstopajoči nastop igralske zasedbe v filmu      | Biti John Malkovich                  | nominiran/aa |
| 1999 | ALMA Awards                                       | Izstopajoča igralka v filmu                      | Za vsako ceno                        | Osvojil/aa   |
| 1999 | Blockbuster Entertainment Awards                  | Najljubša igralka - Drama                        | Za vsako ceno                        | Osvojil/aa   |
| 2001 | AFI Award                                         | Najboljša igralka                                | Vanilla Sky                          | nominiran/aa |
| 2001 | ALMA Awards                                       | Izstopajoča stranska igralka v filmu             | Vanilla Sky                          | nominiran/aa |
| 2001 | Boston Society of Film Critics Awards             | Najboljša stranska igralka                       | Vanilla Sky                          | Osvojil/aa   |
| 2001 | Broadcast Film Critics Association Awards         | Najboljša stranska igralka                       | Vanilla Sky                          | nominiran/aa |
| 2001 | Chicago Film Critics Association Awards           | Najboljša stranska igralka                       | Vanilla Sky                          | Osvojil/aa   |
| 2001 | Dallas-Fort Worth Film Critics Association Awards | Najboljša stranska igralka                       | Vanilla Sky                          | nominiran/aa |
| 2001 | Zlati globus                                      | Najboljša stranska igralka - Film                | Vanilla Sky                          | nominiran/aa |
| 2001 | Phoenix Film Critics Society Awards               | Najboljša stranska igralka                       | Vanilla Sky                          | nominiran/aa |
| 2001 | Saturn Awards                                     | Najboljša stranska igralka                       | Vanilla Sky                          | nominiran/aa |
| 2001 | Screen Actors Guild Awards                        | Izstopajoči nastop igralke v stranski vlogi      | Vanilla Sky                          | nominiran/aa |
| 2002 | Zlati globus                                      | Najboljša stranska igralka - Film                | Tolpe New Yorka                      | nominiran/aa |
| 2002 | Online Film Critics Society Awards                | Najboljša igralska zasedba                       | Tolpe New Yorka                      | nominiran/aa |
| 2003 | Imagen Foundation Awards                          | Najboljša igralka                                | Charliejevi angelčki: S polno brzino | Osvojil/aa   |
| 2003 | Zlata malina                                      | Najslabša igralka                                | Charliejevi angelčki: S polno brzino | nominiran/aa |
| 2005 | Imagen Foundation Awards                          | Najboljša igralka                                | V njenih čevljih                     | nominiran/aa |
| 2006 | ALMA Awards                                       | Izstopajoča stranska igralka v filmu             | Počitnice                            | nominiran/aa |
| 2009 | ALMA Awards                                       | Izstopajoča igralka v filmu                      | Iz tvojega življenja                 | nominiran/aa |
| 2010 | Annie Awards                                      | Igranje z glasom v filmu                         | Shrek za vedno                       | nominiran/aa |
| 2011 | Teen Choice Awards                                | Izbira filmske igralke: Komedija                 | Huda učiteljica                      | Osvojil/a    |
| 2011 | ALMA Awards                                       | Izstopajoča igralka - Muzikal ali komedija       | Huda učiteljica                      | nominiran/aa |